# Quang Thịnh
Quang Thịnh là một xã thuộc huyện Lạng Giang, tỉnh Bắc Giang, Việt Nam.

## Diện tích, dân số
Xã Quang Thịnh có diện tích 11,34 km², dân số năm 2007 là 8632 người, mật độ dân số đạt 761 người/km².

## Địa lý
Xã Quang Thịnh giáp ranh với các xã: Hương Sơn, Thị Trấn Kép, Nghĩa Hòa (huyện Lạng Giang), xã Đông Sơn (huyện Yên Thế), xã Minh Sơn (huyện Hữu Lũng, tỉnh Lạng Sơn). 

## Hành chính
| Thôn Bến Lường    |
| Thôn Cầu Đá       |
| Thôn Cầu Đen      |
| Thôn Đồi Bụt      |
| Thôn Ngọc Sơn     |
| Thôn Núi Thượng   |
| Thôn Phan Thượng  |
| Thôn Quang Hiển   |
| Thôn Tân Lạc      |
| Thôn Tân Mỹ       |
| Thôn Tân Thịnh    |
| Thôn Thanh Lương  |
| Thôn Trường Thịnh |

## Phát triển
Đây là một xã miền núi với truyền thống lâu đời, kinh tế chủ yếu là nông nghiệp. Hiện nay nhờ vào cơ chế đổi mới của nhà nước nên đời sống của người dân có nhiều thay đổi đáng kể. 

## Giao thông
Nơi đây có tuyến đường sắt Gia Lâm - Đồng Đăng và Quốc lộ 1, Quốc lộ 37 và các tỉnh lộ chạy qua, đó là điều kiện để Quang Thịnh giao lưu, trao đổi kinh tế với các vùng lân cận.